# Naruto: Dai katsugeki! Yuki Hime Shinobu Hōjō Dattebayo!!
Gekijōban Naruto Daikatsugeki! Yukihime Ninpōchō Dattebayo!!  (劇場版 NARUTO -ナルト- 大活劇! 雪姫忍法帖だってばよ!!?), conocida en Hispanoamérica como Naruto la película: ¡Batalla ninja en la tierra de la nieve!, es la primera película basada en el anime y manga Naruto de Masashi Kishimoto. Se estrenó en Japón el 21 de agosto de 2004. 
Esta película se quedó en la cima de las taquillas japonesas durante un tiempo. Fue tan popular, que pronto recibió una segunda película en verano de 2005, Naruto: Daigekitotsu! Maboroshi no Chiteiiseki Dattebayo. Esta primera película apareció en DVD el 28 de abril de 2005. La canción principal se titula "Home sweet home" y es cantada por Yuki.
La película es un éxito de taquilla recaudó  ¥1,370,000,000 y se consagró como una de las películas de anime basada en el manga  más taquilleras y con mayor recaudación tanto en Japón como a nivel mundial.
Como extras en la película viene incluido el cortometraje El festival deportivo de Konoha.

## Argumento
Cronológicamente, esta película se encuentra antes del viaje al País del Te.
La película comienza con una heroína previamente desconocida en la continuidad de Naruto: La Princesa Fuun. Su némesis, Mao, la desafía con un ejército de soldados zombis. Sus oscuras intenciones parecen tener éxito, hasta que la Princesa y sus seguidores, Shishimaru, Brit, y Tsukuyaku, liberan el poder del Chakra de Siete Colores sobre él. Con eso salvan el día, y Naruto Uzumaki, que está viendo desde lejos, no podría estar más emocionado.
Como es de esperarse, Naruto simplemente está viendo la escena en una película, al igual que sus compañeros. Pero luego, la audiencia se enfada por el ruido que hace Naruto al no dejarles ver la película en paz y empiezan a aventarle objetos para que se calle. El administrador del cine viene a quejarse creyendo que están viendo la película sin pagar, pero luego le muestran los boletos.
Habiendo salido del cine, el equipo 7 comenta sobre la película, y se preguntan a qué clase de "preparación" se refería Kakashi Hatake con respecto a su próxima misión. Sakura Haruno se pregunta por qué Kakashi les ordenó que vieran la película antes de su misión. Mientras están en eso, pasa frente a ellos ni más ni menos que la Princesa Fuun cabalgando, perseguida por los tipos malos de la película. 
Sin pensarlo mucho, los tres Gennin se lanzan a "rescatarla", pero cuál será su sorpresa al aparecerse Kakashi, y les dice a Sasuke Uchiha y a Sakura que uno de los tipos a los que atraparon es el cliente de su próxima misión. Mientras, Naruto encuentra a la princesa y le empieza a hablar sobre su película, por lo que esta escapa cabalgando; Naruto la persigue y luego sube a su caballo. Al llegar a la aldea unos niños se atraviesan y Naruto y la princesa caen; los niños le piden un autógrafo, pero ella se molesta y se va, dejando atónitos a Naruto y a los aldeanos cercanos. 
Kakashi les explica a Sasuke y a Sakura que su misión consiste en proteger a la actriz Yuki en su viaje al país de la nieve. Mientras Naruto sigue persiguiendo a Yuki para que le dé un autógrafo. Ella empieza a firmarle uno, pero luego lo rocía con un repelente de sus aretes y rompe el autógrafo, este se tambalea por el ardor que tiene en sus ojos y tumba una base de madera, que se derrumba y lo deja sepultado. Yuki escapa a un bar y se pone a beber; en eso llega Naruto y empiezan a discutir. Un tipo que estaba en el bar avisa a otros ninjas que Yuki tiene un cristal hexagonal, y que Kakashi fue contratado para escoltarla. 
Yuki no quiere ir y quiere escapar, pero Kakashi la duerme con su sharingan para que no se oponga y cuando Yuki despierta se encuentra en el barco y no tiene más remedio que rodar la escena que tocaba en él. De repente ven con un enorme iceberg y el director decide rodar ahí la siguiente escena así se suben a él; pero de repente salen 3 ninjas de la nieve que quieren robar el colgante hexagonal de Yuki.
Kakashi, Naruto, Sasuke y Sakura salen a luchar mientras el equipo de rodaje vuelve al barco; Kakashi le explica que los ninjas traen una armadura que repele cualquier ninjutsu o genjutsu. Kakashi consigue destruir el iceberg con un jutsu que copió a un ninja de la nieve y consiguen escapar. 
Finalmente llegan al país de la nieve, donde Yuki vuelve a escapar y todos los dispersan para buscarla, finalmente Naruto la encuentra y cuando vuelven son perseguidos por un tren, el cual planea matarlos; pero no pueden escapar, pues están en un túnel. Del tren sale Dotou, el jefe de los 3 ninjas de la nieve que les habían atacado y el asesino del padre de Yuki, que busca desesperadamente el colgante hexagonal de esta. 
Después de un gran ataque por parte de Dotou, se va en el tren, pero llega un dirigible; este captura a Yuki y Naruto se cuela en su nave para rescatarla pero es capturado, y se le pone un dispositivo que absorbe el chakra, y que no puede ser destruido.Los 2 son metidos en prisión ya que el colgante que llevaba Yuki era una falsa copia y espera que Kakashi venga por ellos. Naruto está esposado y colgado a la pared, pero mientras habla con Yuki, logra quebrar las ataduras que lo colgaban a la pared, pero le causa gran daño, pues el dispositivo empezaba a absorber su chakra. 
Kakashi hace un ataque durante la noche, y Sasuke y Sakura rescatan a Yuki y Naruto; pero al final, Yuki le entrega a Dotou el colgante hexagonal, el cual es la llave para abrir el tesoro del país de la nieve. Koyuki (Yuki) le clava un cuchillo a Dotou, pero este la ahorca y los dos caen. Dotou se levanta y muestra que trae una armadura de chakra, la cual lo protegió. 
Dotou destruye el lugar y escapa con sus ninjas, pero Naruto se cuelga con una cuerda que sostiene Yuki, pero Dotou la corta y Naruto cae. Sasuke, Kakashi y Sakura derrotan a los ninjas. Todos quedan sorprendidos al ver lo que el tesoro escondía y finalmente Dotou es vencido por el Rasengan del Chakra de Siete Colores de Naruto hecho gracias a los deseos y sentimientos de Koyuki, al final de los créditos, Naruto recibe su anhelado autógrafo y una foto de él inconsciente en el hospital siendo besado por Koyuki.

## Personajes

### Serie
- Naruto Uzumaki
- Sasuke Uchiha
- Sakura Haruno
- Kakashi Hatake

### Únicos de la película
- Koyuki Kazahana/Yukie Fujikaze/Princesa Fū'un

Es la actriz que hace de la Princesa Fuun bajo el nombre falso de Yukie Fukikaze. En verdad es la princesa del País de la Nieve, cuyo verdadero nombre es Koyuki Kazehana. De pequeña tuvo que ser rescatada por Kakashi, pues su castillo había sido incendiado y la querían matar. Debido a esto, era una persona muy egoísta y sin sentimientos. Pero después de ver a Naruto y ver como se arriesga y no se rinde, ella va cambiando. Al final, vuelve a convertirse en la gobernante del país sin dejar de ser actriz.
- Asama Sandayū

Era uno de los sirvientes del padre de la Princesa. Después de diez años del incidente, este la vio en un escenario y se hizo su mánager. Su propósito siempre fue el devolverla al su país natal, para que ella lo gobernase. Murió protegiéndola, intentando matar a Dotou.
- Nadare Rōga

Es uno de los ninjas de la nieve bajo las órdenes de Dotō. Tiene una cuenta pendiente con Kakashi, ya que, diez años atrás, Kakashi había huido de la lucha para salvar a la Princesa. Usa una armadura especial que genera campos de chakra para protegerse y atacar. Pero al final fue derrotado por Kakashi, tras destruirle la armadura con un Raikiri y realizarle un Loto invertido.
- Dotō Kazehana

Es el que raptó a la Princesa, para hacerse con el tesoro del país y el que asesinó a su padre para gobernarlo. Pensaba que el tesoro sería un gran arma con la que puede igualarse a las cinco grandes naciones ninjas. Usaba la mejor armadura de chakra de todas, pero fue destruida por el Rasengan del Chakra de Siete Colores de Naruto, tras ser un poco quebrada por el Chidori de Sasuke.
- Mizore Fuyaguma

Es uno de los ninjas de la Aldea de la Nieve bajo las órdenes de Dotō y a su vez compañero de Nadare Rōga y Kakuyoku Fubuki. Es de gran corpulencia física y posee tres objetos característicos, que son una armadura de chakra, un puño de hierro extensible, el cual utiliza para capturar personas u objetos, y una tabla de Snowboard que le permite desplazarse a gran velocidad por el terreno nevado. Muere a manos de Sakura Haruno, la cual realiza la técnica de Sakura Fubuki.
- Kayukoku Fubuki

Es una de las ninjas de la Aldea de la nieve bajo las órdenes de Dotō y compañera de Nadare Rōga y Mizore Fuyaguma. Posee una armadura de chakra dotada de alas cuya habilidad es repeler todo ninjutsu o genjutsu, por lo que Uchiha Sasuke se ve obligado a matarla mediante taijutsu.

## Lanzamiento en otros países
Estados Unidos lanzó la película a principios del 2006 y se colocó en la cabeza de las películas más vistas en Toonami con rating de 67.7%.
En Latinoamérica se esperaba el lanzamiento que según Eduardo Garza serìa el 26 de diciembre , aunque finalmente, la película fue emitida el 1 de octubre de 2009 por Cartoon Network.

## Reparto
| Personaje                                     | Seiyū               | Doblaje            |
| --------------------------------------------- | ------------------- | ------------------ |
| Naruto Uzumaki                                | Junko Takeuchi      | Isabel Martiñon    |
| Sasuke Uchiha                                 | Noriaki Sugiyama    | Víctor Ugarte      |
| Sakura Haruno                                 | Chie Nakamura       | Christine Byrd     |
| Kakashi Hatake                                | Kazuhiko Inoue      | Alfonso Obregón    |
| Sōtetsu Kazehana                              | Hidehiko Ishizuka   |                    |
| Koyuki Kazehana Joven                         | Karen Miyama        | Cristina Hernández |
| Koyuki Kazehana/Yukie Fujikaze/Princesa Fū'un | Yuko Kaida          | Gaby Cárdenas      |
| Nadare Rōga                                   | Hirotaka Suzuoki(†) | Irwin Daayán       |
| Asama Sandayū                                 | Ikuo Nishikawa      |                    |
| Fubuki Kakuyoku                               | Jun Karasawa        |                    |
| Doto Kazehana                                 | Tsutomu Isobe       | Blas García        |

## Soundtrack
1. Legend of Konoha
2. Konoha Village Sports Meet
3. Go! Go! Sports Meet
4. I Said That´s Enough
5. Princess Fuun's Big Adventure - Sadness - Despair - Hope
6. Princess Fuun Show Yourself
7. I'll Protect Her!!
8. Yukie Fujikaze
9. Premonition of a Snow Storm
10. Koyuki Kazahana
11. It's My Job
12. Actress - Yukie Fujikaze
13. Assault!
14. Defensive Stance
15. Evasión
16. After the Tragedy
17. Hexagon Crystal
18. I Will Never Give Up!
19. Wake Up! Transforming Fox
20. Happy Ending

Tema de cierre: Home Sweet Home, por Yuki
- Datos: Q696351